# Les Avirons
Les Avirons (meaning "the oars" in French), là một xã thuộc tỉnh Réunion.